# Omari Sterling-James
Omari Sterling-James (Birmingham, 15 settembre 1993) è un calciatore nevisiano con cittadinanza britannica, attaccante dell'Hereford e della nazionale nevisiana.

## Carriera

### Club
Dopo aver giocato nelle giovanili del Birmingham City, trascorre la stagione 2012-2013 giocando in Midland Football Alliance (nona divisione inglese) con l'Alvechurch, con cui mette a segno 13 gol in 33 partite; nel settembre del 2013 sale di due categorie, andando a giocare in Southern Football League (settima divisione) al Redditch United, dove mantiene inalterato il bottino di reti (13) della stagione precedente. Nell'estate del 2014 sostiene un provino con il Cheltenham Town, club di quarta divisione, e grazie alle sue buone prestazioni durante le amichevoli pre-campionato, riesce ad ottenere un contratto di sei mesi con il club, che durante la stagione viene poi prorogato fino a fine anno, consentendogli di giocare in totale 22 partite in Football League Two (con però solamente un gol segnato), oltre a una presenza in Coppa di Lega ed una presenza nel Football League Trophy.
A seguito della retrocessione del Cheltenham Town in quinta divisione, il suo contratto viene inizialmente rinnovato per tutta la stagione 2015-2016 (durante la quale gioca solamente una partita di FA Trophy con i Robins) ma, nel dicembre del 2015, dopo un periodo in prestito all'Oxford City caratterizzato da 17 presenze ed un gol in National League South (sesta divisione), il club gli anticipa che a fine stagione il contratto non sarebbe stato ulteriormente rinnovato; Sterling-James trascorre poi la seconda metà della stagione 2015-2016 sempre in prestito in sesta divisione, ma questa volta in National League North al Gloucester City, con cui realizza due gol in 14 presenze. A fine anno si trasferisce in quinta divisione al Solihull Moors, club appena promosso in questa categoria, nella quale durante la stagione 2016-2017 gioca stabilmente da titolare (disputa infatti 42 delle 46 partite di campionato in programma) e segnando nove reti, grazie alle quali nell'estate del 2017 si trasferisce da svincolato al Mansfield Town, club di quarta divisione.
La sua seconda esperienza in questa categoria inizia con 13 presenze senza reti in campionato e con ulteriori sette presenze (sempre senza reti) nelle varie coppe nazionali: per questo motivo, il 22 marzo 2018 torna in prestito fino a fine stagione in quinta divisione al Solihull Moors, con cui gioca otto partite segnando però un'unica rete. L'anno seguente gioca invece tre partite al Mansfield Town (una in campionato, una in FA Cup ed una nel Football League Trophy), per poi concludere l'annata con un prestito in sesta divisione al Brackley Town, dove è autore di otto presenze senza nessuna rete segnata. Durante la stagione 2019-2020 segna invece il suo primo (ed unico) gol in campionato con gli Stags, in otto presenze, a cui aggiunge anche una presenza in FA Cup, un gol nell'unica presenza stagionale in Coppa di Lega e due gol in tre presenze nel Football League Trophy (oltre ad un gol in tre presenze durante un mese trascorso in prestito in sesta divisione al Kettering Town). Nonostante il rendimento più positivo che nelle stagioni precedenti (quattro reti in 13 presenze tra tutte le competizioni ufficiali), al termine della stagione 2019-2020 il Mansfield Town decide di non offrirgli un nuovo contratto, lasciandolo così svincolare. Nel biennio seguente Sterling-James gioca regolarmente da titolare (pur con un numero totale relativamente ridotto di partite per via della sospensione anticipata del campionato nella stagione 2020-2021) in sesta divisione con i Kidderminster, con i quali è autore di complessive 13 reti in 56 partite di campionato. Nell'estate del 2022 si trasferisce all'Ebbsfleet United, dove con un gol in 39 presenze contribuisce alla vittoria della National League South, con conseguente promozione in quinta divisione del club.

### Nazionale
Nel 2017 ha esordito in nazionale.
Ha partecipato alla CONCACAF Gold Cup 2023.

## Statistiche

### Cronologia presenze e reti in nazionale
| Cronologia completa delle presenze e delle reti in nazionale ― Saint Kitts e Nevis | Cronologia completa delle presenze e delle reti in nazionale ― Saint Kitts e Nevis | Cronologia completa delle presenze e delle reti in nazionale ― Saint Kitts e Nevis | Cronologia completa delle presenze e delle reti in nazionale ― Saint Kitts e Nevis | Cronologia completa delle presenze e delle reti in nazionale ― Saint Kitts e Nevis | Cronologia completa delle presenze e delle reti in nazionale ― Saint Kitts e Nevis | Cronologia completa delle presenze e delle reti in nazionale ― Saint Kitts e Nevis | Cronologia completa delle presenze e delle reti in nazionale ― Saint Kitts e Nevis |
| Data                                                                               | Città                                                                              | In casa                                                                            | Risultato                                                                          | Ospiti                                                                             | Competizione                                                                       | Reti                                                                               | Note                                                                               |
| ---------------------------------------------------------------------------------- | ---------------------------------------------------------------------------------- | ---------------------------------------------------------------------------------- | ---------------------------------------------------------------------------------- | ---------------------------------------------------------------------------------- | ---------------------------------------------------------------------------------- | ---------------------------------------------------------------------------------- | ---------------------------------------------------------------------------------- |
| 4-6-2017                                                                           | Erevan                                                                             | Armenia                                                                            | 5 – 0                                                                              | Saint Kitts e Nevis                                                                | Amichevole                                                                         | -                                                                                  | 59’                                                                                |
| 7-6-2017                                                                           | Tbilisi                                                                            | Georgia                                                                            | 3 – 0                                                                              | Saint Kitts e Nevis                                                                | Amichevole                                                                         | -                                                                                  | 76’                                                                                |
| 9-9-2018                                                                           | Basseterre                                                                         | Saint Kitts e Nevis                                                                | 1 – 0                                                                              | Porto Rico                                                                         | CONCACAF Nations League 2019-2020 - Qualificazioni                                 | -                                                                                  | 69’                                                                                |
| 14-10-2018                                                                         | The Valley                                                                         | Saint-Martin                                                                       | 0 – 10                                                                             | Saint Kitts e Nevis                                                                | CONCACAF Nations League 2019-2020 - Qualificazioni                                 | 1                                                                                  |                                                                                    |
| 19-11-2018                                                                         | Basseterre                                                                         | Saint Kitts e Nevis                                                                | 0 – 1                                                                              | Canada                                                                             | CONCACAF Nations League 2019-2020 - Qualificazioni                                 | -                                                                                  | 61’                                                                                |
| 23-3-2019                                                                          | Paramaribo                                                                         | Suriname                                                                           | 2 – 0                                                                              | Saint Kitts e Nevis                                                                | CONCACAF Nations League 2019-2020 - Qualificazioni                                 | -                                                                                  | 46’                                                                                |
| 10-10-2019                                                                         | Belmopan                                                                           | Belize                                                                             | 0 – 4                                                                              | Saint Kitts e Nevis                                                                | CONCACAF Nations League 2019-2020 - Fase a gironi                                  | 1                                                                                  | 76’                                                                                |
| 14-10-2019                                                                         | Basseterre                                                                         | Saint Kitts e Nevis                                                                | 0 – 1                                                                              | Belize                                                                             | CONCACAF Nations League 2019-2020 - Fase a gironi                                  | -                                                                                  | 66’                                                                                |
| 24-3-2021                                                                          | San Cristóbal                                                                      | Saint Kitts e Nevis                                                                | 1 – 0                                                                              | Porto Rico                                                                         | Qual. Mondiali 2022                                                                | -                                                                                  | 65’                                                                                |
| 28-3-2021                                                                          | Nassau                                                                             | Bahamas                                                                            | 0 – 4                                                                              | Saint Kitts e Nevis                                                                | Qual. Mondiali 2022                                                                | 1                                                                                  | 68’                                                                                |
| 4-6-2021                                                                           | Basseterre                                                                         | Saint Kitts e Nevis                                                                | 3 – 0                                                                              | Guyana                                                                             | Qual. Mondiali 2022                                                                | -                                                                                  |                                                                                    |
| 8-6-2021                                                                           | Santo Domingo                                                                      | Trinidad e Tobago                                                                  | 2 – 0                                                                              | Saint Kitts e Nevis                                                                | Qual. Mondiali 2022                                                                | -                                                                                  | 69’                                                                                |
| 12-6-2021                                                                          | Basseterre                                                                         | Saint Kitts e Nevis                                                                | 0 – 4                                                                              | El Salvador                                                                        | Qual. Mondiali 2022                                                                | -                                                                                  | 62’                                                                                |
| 10-6-2022                                                                          | Willemstad                                                                         | Aruba                                                                              | 2 – 3                                                                              | Saint Kitts e Nevis                                                                | CONCACAF Nations League 2022-2023 - 1º turno                                       | 1                                                                                  |                                                                                    |
| 13-6-2022                                                                          | Basseterre                                                                         | Saint Kitts e Nevis                                                                | 1 – 1                                                                              | Saint-Martin                                                                       | CONCACAF Nations League 2022-2023 - 1º turno                                       | -                                                                                  | 72’                                                                                |
| 23-3-2023                                                                          | The Valley                                                                         | Saint-Martin                                                                       | 1 – 3                                                                              | Saint Kitts e Nevis                                                                | CONCACAF Nations League 2022-2023 - 1º turno                                       | -                                                                                  | 77’                                                                                |
| 28-3-2023                                                                          | Basseterre                                                                         | Saint Kitts e Nevis                                                                | 1 – 0                                                                              | Aruba                                                                              | CONCACAF Nations League 2022-2023 - 1º turno                                       | -                                                                                  | 87’                                                                                |
| 17-6-2023                                                                          | Fort Lauderdale                                                                    | Curaçao                                                                            | 1 – 1 (2 - 3 dtr)                                                                  | Saint Kitts e Nevis                                                                | Qual. Gold Cup 2023                                                                | -                                                                                  | 71’                                                                                |
| 21-6-2023                                                                          | Fort Lauderdale                                                                    | Saint Kitts e Nevis                                                                | 1 – 1 (5 - 3 dtr)                                                                  | Guyana francese                                                                    | Qual. Gold Cup 2023                                                                | -                                                                                  | 58’                                                                                |
| 24-6-2023                                                                          | Fort Lauderdale                                                                    | Trinidad e Tobago                                                                  | 3 – 0                                                                              | Saint Kitts e Nevis                                                                | Gold Cup 2023 - 1º turno                                                           | -                                                                                  | 63’                                                                                |
| 28-6-2023                                                                          | Saint Louis                                                                        | Saint Kitts e Nevis                                                                | 0 – 6                                                                              | Stati Uniti                                                                        | Gold Cup 2023 - 1º turno                                                           | -                                                                                  | 63’                                                                                |
| 2-7-2023                                                                           | Santa Clara                                                                        | Giamaica                                                                           | 5 – 0                                                                              | Saint Kitts e Nevis                                                                | Gold Cup 2023 - 1º turno                                                           | -                                                                                  | 61’                                                                                |
| Totale                                                                             |                                                                                    | Presenze                                                                           | 22                                                                                 |                                                                                    | Reti                                                                               | 4                                                                                  |                                                                                    |

## Palmarès

### Club

#### Competizioni nazionali
- National League South: 1

Ebbsfleet United: 2022-2023